# جورج بيكوك (لاعب كرة قدم أسترالية)
جورج بيكوك (بالإنجليزية: George Peacock)‏ هو لاعب كرة قدم أسترالية أسترالي، ولد في 25 يوليو 1881 في St Kilda, Victoria ‏ في أستراليا، وتوفي في 23 أبريل 1943 في غلن أيريس ‏ في أستراليا.

## وصلات خارجية
- جورج بيكوك على موقع AustralianFootball.com (الإنجليزية)
- جورج بيكوك على موقع AFLtables.com (الإنجليزية)